# Trasportatore associato con la processazione dell'antigene
Il Trasportatore associato con la processazione dell'antigene spesso indicato con la sigla TAP dall'inglese Transporter Associated with antigen Processing è una proteina che fa parte della famiglia delle ABC. Trasporta peptidi citoplasmatici all'interno del reticolo endoplasmatico (RE) nel quale si legano a molecole MHC di classe I neosintetizzate.
TAP è formato da due proteine chiamate TAP-1 e TAP-2, entrambe hanno una regione idrofobica e un dominio che lega l'ATP. Insieme compongono un eterodimero formando un trasportatore che possiede quattro domini.